# Batangafo (subprefektur)
Batangafo är en subprefektur i Centralafrikanska republiken.   Den ligger i prefekturen Ouham, i den västra delen av landet, 300 km norr om huvudstaden Bangui.
I omgivningarna runt Batangafo växer huvudsakligen savannskog. Runt Batangafo är det mycket glesbefolkat, med 4 invånare per kvadratkilometer.